# Hiperborea

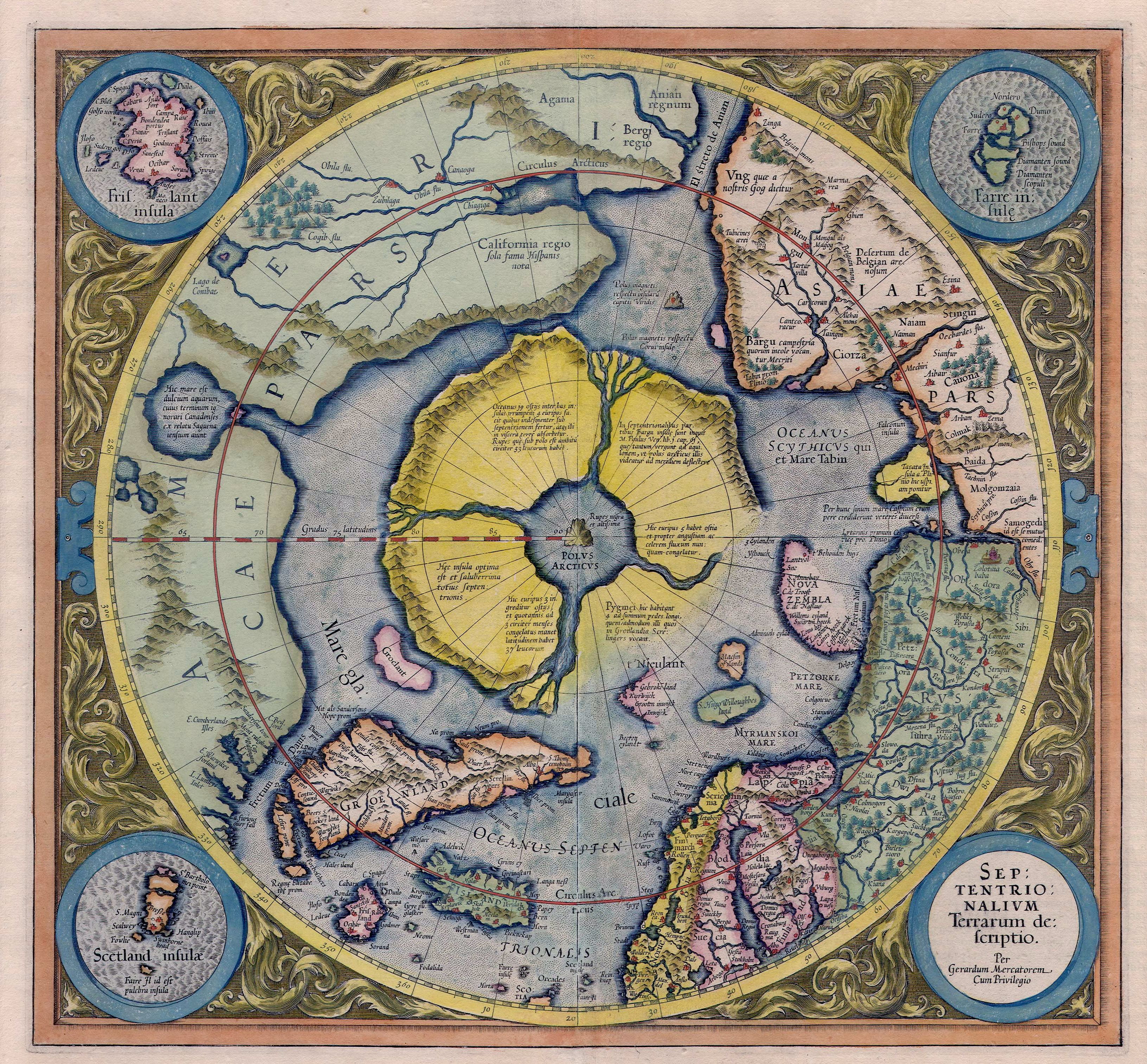
Rzekomy arktyczny kontynent, przedstawiony na mapie Gerarda Merkatora z 1595 roku

Hiperborea, Hyperborea (stgr. Ὑπερβόρεοι) – w mitologii greckiej legendarna kraina, która miała znajdować się daleko na nieokreślonej północy, za siedzibą wiatru północnego – Boreasza. Była to w wierzeniach Greków kraina wiecznej szczęśliwości, raj na ziemi, o błogosławionym klimacie, dającym bez wysiłku wszystko, co trzeba. Jej mieszkańcy, Hiperboreadzi, prowadzili beztroskie i szczęśliwe życie, wolne od chorób i cierpień, a nasyciwszy się nim, odbierali je sobie, skacząc ze skały w morze.
Hekatajos z Miletu umiejscowił na swojej mapie świata, pod koniec VI wieku p.n.e., Hiperboreę na północ od Tracji, za Górami Ryfejskimi. Hekatajos z Abdery przedstawiał mieszkańców Hiperborei w swoim traktacie O Hiperborejczykach (którego tylko fragmenty dotrwały do naszych czasów), jako rzeczywisty lud mieszkający gdzieś na dalekiej wyspie Oceanu Północnego.
Teopomp z Chios utrzymywał, iż Hiperborejczycy są szczęśliwi (εὐδαιμονεστάτους), lecz – w opinii najeźdźców zza morza – biedni i nędzni (φαύλως καὶ ταπεινῶς).

W istnienie Hiperborejczyków powątpiewał Herodot, pisząc:

O hiperborejskich zaś ludziach ani Scytowie nie umieją nic powiedzieć, ani inne mieszkające tam ludy, oprócz chyba Issedonów. A, jak ja sądzę, i ci nic nie wiedzą: bo w takim razie opowiadaliby o nich także Scytowie, jak opowiadają o jednookich Arimaspach”.
Jeżeli jednak faktycznie istnieją hiperborejscy jacyś ludzie, to istnieją też hipernotyccy [na południu «poza Notosem»]. Śmiech mnie zbiera, gdy widzę, jak wielu już nakreśliło obwód ziemi, a nikt rozumnie go nie objaśnił. Bo kreślą oni Ocean, jakoby on dokoła opływał ziemię, która jest zaokrąglona niby pod dłutem tokarskim, a Azję czynią równą co do wielkości Europie”.

Hiperborea została umieszczona w cyklu Roberta E. Howarda o Conanie. Istniała ona rzekomo po zatonięciu Atlantydy w erze hyboryjskiej, czyli pomiędzy XIV a X tysiącleciem p.n.e. Bal Gangadhar Tilak w 1903 w „Arctic Home in the Vedas” postawił hipotezę o praojczyźnie Ariów na biegunie północnym.